# Koltschyno
Koltschyno (ukrainisch Кольчино; russisch Кольчино Koltschino, slowakisch Kolčino, ungarisch Kölcsény) ist eine Siedlung städtischen Typs in der westlichen Ukraine (Oblast Transkarpatien, Rajon Mukatschewo) nordöstlich der Stadt Mukatschewo.

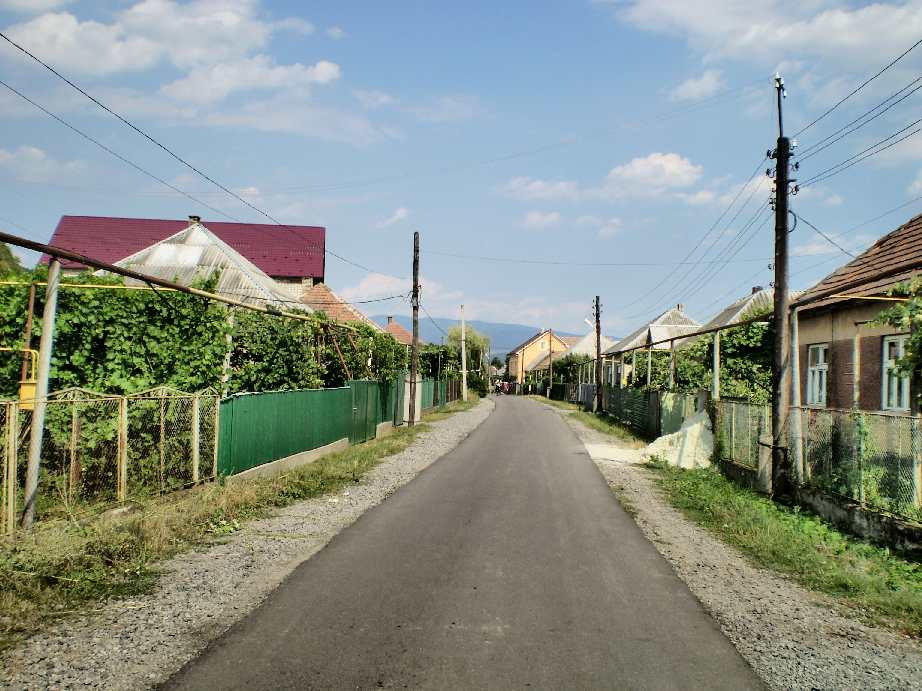
Blick in den Ort

Der etwa 4400 Einwohner zählende Ort liegt im Tal der Latoryzja beim Zusammenfluss mit dem Flüsschen Wysnyzja (Визниця) und hat einen Bahnhof an der Bahnstrecke Lwiw–Stryj–Tschop. Seit 1976 ist er eine Siedlung städtischen Typs.

## Verwaltung
Am 12. Juni 2020 wurde die Siedlung städtischen Typs zusammen mit 11 umliegenden Dörfern zum Zentrum der neu gegründeten Siedlungsgemeinde Koltschyno (Кольчинська селищна громада/Koltschynska selyschtschna hromada) im Rajon Mukatschewo. Bis dahin bildete sie zusammen mit den Dörfern Klenowez, Konopliwzi und Schboriwzi die Siedlungratsgemeinde Koltschyno (Кольчинська селищна рада/Koltschynska selyschtschna rada).
Folgende Orte sind neben dem Hauptort Koltschyno ein Teil der Gemeinde:
| Name                     | Name           | Name                                | Name                   | Name                       | Name       |
| ukrainisch transkribiert | ukrainisch     | russisch                            | slowakisch             | ungarisch                  | deutsch    |
| ------------------------ | -------------- | ----------------------------------- | ---------------------- | -------------------------- | ---------- |
| Herziwzi                 | Герцівці       | Герцовцы (Gerzowzy)                 | Hercovce               | Hegyrét, Hercfalva         | -          |
| Hrabowo                  | Грабово        | Грабово (Grabowo)                   | Hrabovo                | Szidorfalva                | Hrabowo    |
| Klenowez                 | Кленовець      | Кленовец                            | Nový Klenovec          | Nyárasdomb, Újklenóc       | -          |
| Klotschky                | Клочки         | Клочки (Klotschki)                  | Kľočky, Kljačky        | Lakatosfalva, Klocskófalva | -          |
| Konopliwzi               | Коноплівці     | Коноплевцы (Konoplewzi)             | Kenderešov             | Kendereske                 | Kenderesch |
| Kryte                    | Крите          | Крытое (Krytoje)                    | Fedelešovce            | Fedelesfalva               | -          |
| Lissarnja                | Лісарня        | Лесарня (Lessarnja)                 | Lesárna, Lisarňa       | Erdőpatak, Liszárnya       | -          |
| Pusnjakiwzi              | Пузняківці     | Пузняковцы (Pusnjakowzy)            | Puzňákovce, Pusňakovce | Szarvasrét, Puznyákfalva   | Pußnjack   |
| Schboriwzi               | Жборівці       | Жборовцы (Schborowzi)               | Žborovce, Zborovce     | Rónafalu, Runófalva        | -          |
| Trostjanyzja             | Тростяниця     | Тростяница (Trostjaniza)            | Trsťenice, Trostjanica | Nádaspatak, Trosztyánica   | -          |
| Werchnja Wysnyzja        | Верхня Визниця | Верхняя Визница (Werchnaja Wisniza) | Vyšné Vyznice          | Felsőviznice               | -          |

Der vor dem Zweiten Weltkrieg selbständige, zwischen Klenowez und Koltschyno gelegene Ort Friedrichsdorf (slowakisch Friďešovo, ungarisch Frigyesfalva, gegründet von Zipsern aus der Zips, die den bairisch-basierten Dialekt Mantakisch sprachen) wurde nach 1945 zu Koltschyno (im Norden gelegen) eingemeindet, Teile des Ortes wurden auch dem nördlich gelegenen Nachbardorf Klenowez zugeschlagen.

## Söhne und Töchter der Ortschaft
- Eugen Gopko (* 1991), deutscher Fußballspieler